# Lausperene
Lausperene (do latim laus perene, "louvor perene") é a designação dada na Igreja Católica Romana à exposição continuada de uma hóstia consagrada (a que se chama o Santíssimo Sacramento da Eucaristia) à adoração dos fiéis. O lausperene tem geralmente a duração de 40 horas, em memória do período que o corpo de Jesus Cristo passou no túmulo até à ressurreição, mas pode ocorrer por períodos mais longos.